# Jorge Ormeño
Jorge Andrés Ormeño Guerra (* 14. Juni 1977 in Viña del Mar) ist ein ehemaliger chilenischer Fußballspieler. Der Mittelfeldspieler bestritt drei Länderspiele für die Nationalmannschaft.

## Karriere

### Verein
Jorge Ormeño begann das Fußballspielen in seinem Stadtviertel Real Chile und kam 1991 in die Jugend der Santiago Wanderers. 1997 debütierte der Mittelfeldspieler bei den Hafenstädtern und erlebte in seiner Anfangszeit den Abstieg 1998 und Wiederaufstieg 1999. Ab 2000 setzte er sich als Stammspieler im Team durch und war eine tragende Säule bei der Meisterschaft 2001. Gemeinsam mit Arturo Sanhueza bildete er das Mittelfeldzentrum der Wanderers. 2004 wechselte Ormeño zu CD Universidad Católica und gewann im Folgejahr die Meisterschaft der Clausura 2005. Zudem erreichte er mit den Cruzados das Halbfinale der Copa Sudamericana 2005. Trotz Angebote anderer Klubs aus Südamerika blieb er bei UC und wurde 2010 Meister sowie 2011 Pokalsieger. Zur Clausura 2012 kehrte Ormeño nach Ablauf seines Vertrages bei Católica zu den Wanderers nach Valparaíso zurück. 2015 verlängerten die Santiago Wanderers den Vertrag des Mittelfeldspielers nicht und er beendete seine Spielerkarriere.

### Nationalmannschaft
Jorge Ormeño debütierte im April 2001 in der chilenischen Nationalmannschaft beim Freundschaftsspiel gegen Mexiko, als er in der 87. Spielminute für Marco Villaseca eingewechselt wurde. Nach einem Einsatz bei der Weltmeisterschaftsqualifikation wurde der Mittelfeldspieler viereinhalb Jahre nicht berücksichtigt und bestritt im April 2006 sein letztes Länderspiel beim Freundschaftsspiel gegen Neuseeland.

## Erfolge
Santiago Wanderers
- Chilenischer Meister: 2001

Universidad Católica
- Chilenischer Meister: 2005-C, 2010
- Chilenischer Pokalsieger: 2011